# 苗阜
苗阜（1982年1月21日—），陝西銅川人，青年相聲演員，青曲社创始人 、主席，陕西曲艺家协会副主席。2014年，因在北京卫视春晚上与王声表演《满腹经纶》而走红。